# Пуко, Пётр Израилевич
Пётр Израилевич Пуко (2 июля 1915, Петроград — 27 сентября 2000, Санкт-Петербург) — российский советский живописец, член Санкт-Петербургского Союза художников (до 1992 года — Ленинградской организации Союза художников РСФСР).

## Биография
Родился 2 июля 1915 года в Витебской губернии. В 1936 был принят на отделение живописи ЛИЖСА. В 1941 с дипломного курса ушёл на фронт. Воевал на Ленинградском фронте рядовым. Был ранен. Награждён медалями «За оборону Ленинграда», «За победу над Германией».
После демобилизации вернулся к учёбе и в 1946 окончил институт по мастерской А. А. Осмёркина с присвоением квалификации художника живописи. Дипломная работа — картина «Ведут немцев».
Участвовал в выставках с 1946 года. Работал преимущественно в жанре портрета. Среди произведений художника «Женский портрет» (1953), «Портрет Кан Бен-ги», «Портрет девочки» (обе 1955), «Портрет композитора Мун-Чен-Ок», «Надя» (1957), «Женский портрет» (1958), «Портрет метростроевца» (1960), «Сталевары» (1961) и другие.
С 1946 г. П. И. Пуко преподавал на кафедре рисунка ЛВХПУ имени В. И. Мухиной. Он был выдающимся педагогом. Пуко выработал собственную методику и особый способ линеарного рисунка с тональными моделировками, позволяющий передавать тончайшие пластические качества натуры. За это ему благодарны многие поколения учеников. У П. И. Пуко в разные годы учились А. П. Миловзоров, А. М. Остроумов, Ю. М. Бяков, В. С. Муратов, А. В. Громов, В. Г. Власов и многие другие.
Скончался 27 сентября 2000 года в Санкт-Петербурге на 86-м году жизни.
Произведения П. И. Пуко находятся в музеях и частных собраниях в России и за рубежом.